# Thatcher Grey
Thatcher Grey es un personaje ficticio de la serie Grey's Anatomy de la ABC interpretado por Jeff Perry. En la serie,
es el papá de Meredith Grey.

## Historia
Thatcher estaba casado con Ellis Grey y tenían una hija en común: Meredith Grey. Pero su mujer mantenía una relación extramatrimonial con su compañero Richard Webber. Cuando su hija tiene 5 años, las abandona.
Cuando Meredith vuelve a tener noticias de él, está casado con Susan y tiene varias hijas, entre ellas Lexie Grey. Cuando su segunda mujer fallece le echa la culpa a  Meredith y empieza a beber. Actualmente ha dejado la bebida y Meredith, su hija mayor le dio una parte de su hígado para que pudiera seguir viviendo.
Después de que haya pasado todo eso(la muerte de su esposa Susan, de su hija Lexie Grey), el contrajo cáncer lo cual lo llevó a la muerte.
Ref.: https://greysanatomy.fandom.com/es/wiki/Thatcher_Grey
- Datos: Q6143931